# Storie consistenti
L'interpretazione a storie consistenti è un'interpretazione della meccanica quantistica che si prefigge di dare una versione più soddisfacente dell'interpretazione di Copenaghen, pur conservandone i principi fondamentali.
Nelle parole del fondatore R. B. Griffiths, vuole essere "la Copenaghen fatta come si deve" (Copenhagen done right). In particolare essa accetta il carattere intrinsecamente casuale dei fenomeni quantistici, ma rifiuta l’idea che il cosiddetto collasso della funzione d'onda sia un fenomeno fisico.

## Sviluppo
L'interpretazione a storie consistenti è stata proposta dal fisico statunitense Robert B. Griffiths nel 1984. Negli anni successivi questo approccio è stato sviluppato ulteriormente da Griffiths, con contributi da parte del fisico francese Roland Omnès.
Un approccio essenzialmente analogo è stato sviluppato in larga parte indipendentemente dai fisici statunitensi Murray Gell-Mann e James Hartle, chiamato da quest'ultimi approccio a storie decoerenti. Le formulazioni di Griffiths e Omnès e di Gell-Mann e Hartle sono matematicamente simili e complementari dal punto di vista del contenuto interpretativo. La formulazione di Griffiths e Omnès punta la propria attenzione a chiarire i paradossi tradizionali della meccanica quantistica (gatto di Schrödinger, problema della misura, teorema di Bell, teorema di Kochen-Specker, ruolo dell'osservatore, dibattito sul carattere indeterministico della teoria e sulla possibilità di variabili nascoste, ecc.), mentre gli studi di Gell-Mann e Hartle danno più risalto al fenomeno della decoerenza, alla spiegazione di come il mondo classico emerga dalla realtà quantistica e ad applicazioni in cosmologia quantistica.
Gell-Mann sostiene che nella sua formulazione sia stato ispirato dalla interpretazione a molti mondi di Everett e dagli studi sulla decoerenza quantistica dei fisici E. Joos, H. D. Zeh e W. H. Żurek. D'altra parte Omnès e Griffiths sono stati influenzati dalla formulazione di "proiezioni come proposizioni" presentata da von Neumann nel suo celebre trattato sui fondamenti matematici della meccanica quantistica, che ha anche dato origine al filone delle logiche quantistiche, iniziato da Birkhoff e sviluppato in varie direzioni soprattutto negli anni 1960 e 1970 da fisici-matematici come G. W. Mackey, J. M. Jauch, C. Piron, G. Ludwig e altri.

## Contenuto
L'interpretazione delle storie consistenti è presentata da Griffiths in maniera molto dettagliata in un libro e i vari articoli di rassegna. Omnès ha scritto due libri sull'argomento e un articolo di rassegna molto citato. Gell-Mann ha dato una introduzione semi-tecnica in un libro divulgativo. Nel seguito dell'articolo viene esposta l'interpretazione nella formulazione datale da Griffiths.
Le “storie” che danno il nome all'interpretazione si riferiscono ad una descrizione di un sistema fisico per una sequenza di tempi t0, t1, t2,... Molti dei punti chiave dell’interpretazione emergono già nel caso più semplice in cui si considera un sistema per un unico tempo t; nel seguito consideriamo inizialmente il caso di un solo tempo t per poi passare al caso generale nella sezione successiva.

### Interpretazione per un unico istante di tempo
I principi chiave di questa interpretazione possono essere formulati in tre punti.
Punto 1. Invece di focalizzarsi sul significato della funzione d’onda, nell'interpretazione a storie consistenti l’enfasi è spostata sulle possibili proposizioni (ossia, affermazioni che possono essere vere o false) riguardanti eventi fisici. Un evento è, secondo Griffiths, “un particolare stato di cose al tempo t ”.
Esempi di proposizioni sono (le unità di misura sono omesse perché non rilevanti alla discussione):
- Pa : L’elettrone è, al tempo t, nel suo stato fondamentale.
- Pb : L’elettrone è, al tempo t, tra x=1 e x=1.1.
- Pc : L’elettrone ha, al tempo t, velocità compresa tra v=2.1 e v=2.05.
- Pd : La proiezione dello spin dell'elettrone lungo la direzione z è, al tempo t, 1/2.
- Pe : La proiezione dello spin dell'elettrone lungo la direzione x è, al tempo t, -1/2.
- Pf : L’ago dello strumento indica +1.

Come indicato dall'esempio Pf , le proposizioni possibili possono anche riguardare oggetti macroscopici; l’interpretazione a storie consistenti rigetta l’idea che ci sia una divisione tra una “realtà quantistica” al livello di particelle elementare e una “realtà classica” (governata esattamente dalla meccanica classica) a livello macroscopico: le regole quantistiche si applicano all'intera realtà fisica. L’interpretazione a storie consistenti rigetta pure l’idea che la presenza o meno di un osservatore (cosciente o meno) giochi un ruolo fisico speciale nei processi naturali; come dettagliato nel seguito, il “ruolo” dell’osservatore è quello di scegliere le proposizioni su cui si vuole focalizzare l’attenzione, ma questo è un ruolo completamente passivo. Griffiths fornisce per il ruolo dell’osservatore la seguente metafora; supponiamo di voler fare una fotografia ad un oggetto, per esempio una montagna. La montagna esiste indipendentemente da noi, però la fotografia dipende dalle scelte del fotografo (inquadratura, direzione, ecc.). In questa metafora la montagna è la realtà fisica (quantistica), mentre la fotografia è ciò che possiamo dire sulla realtà in base a proposizioni su eventi. È bene notare che le predizioni sia della meccanica classica che di quella quantistica possono essere espresse in termini di proposizioni simili a quelle date negli esempi, e pertanto ragionare in termini di proposizioni costituisce un linguaggio comune alla meccanica quantistica (e anche alla teoria quantistica dei campi) e a quella classica e forma una base solida per investigare in quali situazioni le predizioni della meccanica quantistica si riducono a quelle della meccanica classica.
Punto 2. L’interpretazione a storie consistenti accetta che la Natura sia non-deterministica a livello fondamentale. In particolare, anche se si possedesse una conoscenza perfetta dell'intero universo al tempo t, non sarebbe possibile prevedere con certezza tutti gli eventi ad un tempo successivo. Come conseguenza, alle proposizioni su eventi fisici introdotte nel punto precedente è possibile, in generale, solo assegnare una probabilità che essere siano vere.
Punto 3. L’interpretazione a storie consistenti accetta che l’immagine della Natura data dalla meccanica classica, che corrisponde anche alla nostra intuizione formata a partire dal mondo macroscopico, sia sbagliata a livello fondamentale; per questo motivo dobbiamo essere pronti a cambiare o rinunciare ad alcuni principi fondamentali che ci appaiono “naturali”. Una situazione analoga, ma meno radicale, è accaduta con la teoria della relatività, che ha costretto ad una drastica revisione delle nostre intuizioni sullo spazio e il tempo. Nello specifico, l’interpretazione a storie consistenti ritiene che il principio fondamentale della meccanica quantistica che la rende fondamentalmente differente dalla meccanica classica e in cui risiede la sua “stranezza” è il principio di incompatibilità: non è possibile considerare contemporaneamente proposizioni che riguardano grandezze (osservabili) incompatibili. Nel formalismo della meccanica quantistica due osservabili sono incompatibili se i corrispondenti operatori non commutano, e pertanto si applica il principio di indeterminazione.  Per esempio, consideriamo le proposizioni degli esempi Pd e Pe; entrambe le proposizioni, prese singolarmente, sono sensate ed è possibile assegnare ad ognuna di esse una probabilità di verità; per esempio, se al tempo t il sistema è nello stato che è un autostato di Ŝz con autovalore ½, allora il formalismo della meccanica quantistica ci dice che la proposizione Pd ha il 100% di probabilità di essere vera mentre la proposizione Pe ha il 50% di probabilità di essere vera. Se ci trovassimo in un contesto non-quantistico nulla ci impedirebbe di considerare proposizioni come per esempio Pg = Pd AND Pe , a cui sembrerebbe naturale assegnare una probabilità di verità del 50%. Tuttavia, poiché gli operatori Ŝz e Ŝx non commutano, il principio di incompatibilità ci vieta di considerare proposizioni come Pg e di assegnare loro una probabilità. La posizione dell’interpretazione a storie consistenti è che proposizioni che vìolano il principio di incompatibilità, come Pg, sono senza senso. Il principio di incompatibilità è essenzialmente analogo al principio di complementarità formulato da Bohr, anche se epurato di riferimenti espliciti a “misurazioni” o “osservazioni”, che sono considerati inessenziali.
Le proposizioni a cui ci si riferisce nel punto 1. corrispondono a operatori di proiezione ortogonale nello spazio di Hilbert degli stati; di particolare rilevanza sono i proiettori su autospazi di operatori corrispondenti ad osservabili. Per esempio, possiamo considerare l’energia del sistema, e l’operatore corrispondente è pertanto l’hamiltoniano del sistema. Supponiamo che l’hamiltoniano abbia uno spettro puramente discreto e non degenere: {\textstyle E_{1}<E_{2}<E_{3}<\ldots }, con corrispondenti autostati {\displaystyle |E_{1}\rangle ,|E_{2}\rangle ,|E_{3}\rangle ,\ldots }. Il proiettore sull'autospazio di {\displaystyle |E_{1}\rangle }è:
{\displaystyle P_{1}=|E_{1}\rangle \langle E_{1}|}
e gli assegniamo il significato fisico “il sistema ha energia {\displaystyle E_{1}}” oppure, equivalentemente, "il sistema è nel suo stato fondamentale". Se il sistema è in uno stato generico {\displaystyle |\psi \rangle }la probabilità che esso abbia energia {\displaystyle E_{1}}è data da:
{\displaystyle p(P_{1}=\mathrm {vero} )=\langle \psi |P_{1}|\psi \rangle =\langle \psi |E_{1}\rangle \langle E_{1}|\psi \rangle =|\langle E_{1}|\psi \rangle |^{2}}
come del resto nel formalismo standard. La differenza è che non abbiamo fatto nessun riferimento ad osservazioni o esperimenti, ma a proprietà che il sistema possiede indipendentemente da esse.
Così come le proposizioni possono essere combinate tramite i connettivi logici AND, OR e NOT, lo stesso è possibile con gli operatori di proiezione (a patto che essi commutino – in caso contrario essi vìolano il principio di incompatibilità dettato dal punto 3.). Il connettivo AND corrisponde al prodotto dei proiettori (entrambe le proprietà sono vere allo stesso tempo), il connettivo OR corrisponde alla loro somma mentre NOT corrisponde al complemento ortogonale.
Per esempio, possiamo considerare il proiettore {\displaystyle P_{1\land 2}=P_{1}P_{2}}; nell’ipotesi che lo spettro sia non-degenere è facile verificare che {\displaystyle p(P_{1\land 2}=\mathrm {vero} )=0} per qualsiasi stato {\displaystyle |\psi \rangle }. Questo significa che la proposizione “il sistema ha energia {\displaystyle E_{1}}e allo stesso tempo energia {\displaystyle E_{2}}” è sempre falsa. Similmente, se consideriamo l’operatore posizione {\displaystyle {\hat {x}}}, è sempre falsa la proposizione che una particella si trovi contemporaneamente in più di una posizione nello spazio.
Il connettivo OR corrisponde alla somma dei proiettori; nel caso quantistico ci sono delle differenze nell'interpretazione di proposizioni di questo tipo rispetto al caso classico. Consideriamo per esempio l’operatore di proiezione{\displaystyle P_{1\lor 2}=P_{1}+P_{2}}Il significato che gli può essere assegnato è “il sistema ha energia compresa nell'intervallo {\displaystyle [E_{1},E_{2}]}”. Se {\displaystyle p(P_{1\lor 2}=\mathrm {vero} )=1}possiamo dedurre che ci troviamo con certezza in una delle seguenti tre situazioni:
1. il sistema è nello stato {\displaystyle |E_{1}\rangle }e ha energia {\displaystyle E_{1}}.
2. il sistema è nello stato {\displaystyle |E_{2}\rangle }e ha energia {\displaystyle E_{2}}.
3. il sistema è in una sovrapposizione lineare di {\displaystyle |E_{1}\rangle }e {\displaystyle |E_{2}\rangle }, per esempio {\displaystyle (|E_{1}\rangle +|E_{2}\rangle )/{\sqrt {2}}}, e non ha pertanto una energia ben definita; anche se non possiamo assegnare al sistema un’energia definita, possiamo tuttavia dire che l’energia è maggiore di {\displaystyle E_{1}}e minore di {\displaystyle E_{2}}.

Il caso 3., che comprende sovrapposizioni lineari di stati, è caratteristico della meccanica quantistica; in un contesto classico ci aspetteremmo che se la proposizione {\textstyle P_{1\lor 2}}è vera, allora almeno una fra le due proposizioni {\displaystyle P_{1}}oppure {\displaystyle P_{2}}deve essere vera, ma così non è in meccanica quantistica. Dobbiamo accettare, secondo l’interpretazione a storie consistenti, che sono possibili stati, come quelli del punto 3., per cui la nostra intuizione basata sul mondo macroscopico viene meno.
Consideriamo ora uno stato {\displaystyle |x_{1}\rangle }in cui una particella è localizzata intorno al punto {\displaystyle x_{1}}e uno stato {\displaystyle |x_{2}\rangle }in cui la particella è localizzata intorno al punto {\displaystyle x_{2}}. Qual è il significato del proiettore sullo stato {\displaystyle |X\rangle =(|x_{1}\rangle +|x_{2}\rangle )/{\sqrt {2}}} ?
Come abbiamo stabilito, di sicuro il suo significato non è che la particella è contemporaneamente nei punti {\displaystyle x_{1}}e {\displaystyle x_{2}}: come abbiamo detto nell'esempio precedente, la probabilità che una particella sia in più posti contemporaneamente è sempre nulla. Più corretto è dire che la particella è in {\displaystyle x_{1}}oppure in {\displaystyle x_{2}}, anche se vale l’avvertenza fatta sopra: in meccanica quantistica non è vero che se è vera la proposizione “la particella è in {\displaystyle x_{1}}oppure in {\displaystyle x_{2}}” allora “la particella è nello stato {\displaystyle |x_{1}\rangle }” è vera oppure “la particella è nello stato {\displaystyle |x_{2}\rangle }” è vera. Operazionalmente potrebbe essere il caso che, per limitazioni sperimentali (e qui risulta rilevante il ruolo della decoerenza), siamo in grado di effettuare misure di posizione solo in un punto dello spazio alla volta. In questo caso il proiettore {\textstyle P_{1\lor 2}} è a noi inaccessibile in pratica e possiamo usare solo i proiettori {\displaystyle P_{1}=|x_{1}\rangle \langle x_{1}|}e {\displaystyle P_{2}=|x_{2}\rangle \langle x_{2}|}, e possiamo quindi ragionare in questo contesto in modo “classico” e pensare che la particella sia o in {\displaystyle x_{1}}o in {\displaystyle x_{2}}in senso esclusivo.

#### Incompatibilità quantistica e scelta del quadro di riferimento
Come accennato nel punto precedente, l'interpretazione a storie consistenti identifica nel principio di incompatibilità la caratteristica essenziale che differenzia la meccanica quantistica da quella classica e la sorgente delle note difficoltà interpretative. In questo paragrafo spenderemo alcune parole in più su questo punto.
Nella teoria della probabilità è necessario dall'inizio stabilire quale sia lo spazio campionario Ω (in inglese, sample space) del sistema, ossia l'insieme di tutti i possibili eventi possibili (=sottoinsiemi di Ω); ha quindi senso assegnare probabilità agli eventi. In meccanica quantistica, nell'interpretazione a storie consistenti, la scelta dello spazio campionario corrisponde alla scelta di una particolare decomposizione dell'operatore identità tramite proiettori; per esempio, se rivolgo la mia attenzione alla posizione userò proiettori di posizione (adatti a rispondere a domande del tipo `dov'è la particella'), se mi interessa invece l'energia userò proiettori su autostati dell'energia, eccetera. In questo contesto, una specifica scelta della decomposizione dell'operatore identità è chiamata scelta del quadro di riferimento (in inglese, framework). L'interpretazione a storie consistenti sottolinea che le probabilità assegnate dalla meccanica quantistica ad eventi fisici sono sempre relative al quadro di riferimento scelto. Tale scelta è a volte implicita, ma è sempre presente. In particolare, due quadri di riferimento basati su proiettori di osservabili incompatibili (cioè, che non commutano) sono incompatibili e non è possibile considerare allo stesso tempo le probabilità assegnate dai due quadri. Da questo punto di vista l'interpretazione a storie consistenti fa considerazioni analoghe a quelle tradizionalmente associate con l'interpretazione di Copenaghen, come per esempio la seguente citazione di una lettera di Pauli ad Heisenberg del 1926: One can look at the world with the p-eye and one can look at it with the q-eye but when one would like to open both eyes, then one gets dizzy (Possiamo guardare il mondo tramite il nostro occhio `p' o possiamo guardarlo tramite il nostro occhio `q', ma quando vorremmo aprire entrambi gli occhi ci gira la testa).

### Interpretazione per multipli istanti di tempo
Una storia quantistica Y è una collezione di N proiettori {\displaystyle P_{n}} relativi a N tempi successivi {\displaystyle t_{1}<t_{2}<\cdots <t_{N}} e la scriviamo simbolicamente come:
{\displaystyle Y=P_{1}\odot P_{2}\odot \cdots \odot P_{N}}
Il significato di tale storia è: al tempo {\displaystyle t_{1}}l'evento fisico descritto dal proiettore {\displaystyle P_{1}} accade, al tempo {\displaystyle t_{2}} l'evento {\displaystyle P_{2}} accade, e così via. L'interpretazione a storie consistenti permette di associare una probabilità di verità a storie quantistiche di questo tipo.
Un punto cruciale dell'interpretazione è che, prima di poter pensare di assegnare probabilità, è necessario fissare il nostro quadro di riferimento. Il quadro di riferimento è un insieme di storie quantistiche, che indicizziamo tramite l'indice {\displaystyle \alpha }, tutte relative agli stessi tempi {\displaystyle t_{n}}, e tali per cui per ogni tempo i proiettori considerati da tutte le storie costituiscono una decomposizione dell'identità. Illustriamo questo punto con esempi.
Il caso di un tempo solo (N=1) è quello descritto nella sezione precedente.  La scelta del quadro di riferimento in questo caso è una singola scelta della decomposizione dell'identità del tipo
{\displaystyle {\hat {I}}=P_{1}+P_{2}+P_{3}+\cdots }
Per esempio, consideriamo un sistema con livelli discreti di energia {\displaystyle E_{1},E_{2},\cdots } e consideriamo una decomposizione con i tre operatori di proiezione
{\displaystyle P_{1}=|E_{1}\rangle \langle E_{1}|\quad ;\quad P_{2}=|E_{2}\rangle \langle E_{2}|\quad ;\quad P_{3}={\hat {I}}-P_{1}-P_{2}}
Con questa scelta di decomposizione abbiamo tre `storie' quantistiche che formano un quadro di riferimento; essendoci un solo tempo, le storie corrispondono con gli operatori scritti sopra. La prima storia corrisponde all'evento `l'energia al tempo {\displaystyle t_{1}}è {\displaystyle E_{1}}', la seconda storia a `l'energia al tempo {\displaystyle t_{1}}è {\displaystyle E_{2}}' e la terza a `l'energia al tempo {\displaystyle t_{1}}è maggiore di {\displaystyle E_{2}}' (con le avvertenze fatte nella sezione precedente). Questo quadro di riferimento è ben posto, poiché i proiettori commutano e pertanto rispettano il principio di incompatibilità.
Nel caso a due tempi (N=2) per stabilire il nostro quadro di riferimento dobbiamo scegliere due decomposizioni dell'identità, una per il tempo {\displaystyle t_{1}}e una per il tempo {\displaystyle t_{2}}. Se la decomposizione per {\displaystyle t_{1}}consiste in k operatori e quella per {\displaystyle t_{2}}consiste in m operatori, otterremo in totale {\displaystyle k\times m} storie quantistiche. Introduciamo ora ulteriore formalismo, che sarà essenziale nel caso generale con tre o più tempi. Prima di tutto i proiettori sono ora specificati da due indici, un indice {\displaystyle n=1,2} che specifica il tempo a cui ci si riferisce e un secondo indice, {\displaystyle \alpha }, che si specifica la storia a cui ci si riferisce; indichiamo l'indice temporale n come pedice, mentre l'indice {\displaystyle \alpha } come argomento tra parentesi (per evitare di usare apici e pedici contemporaneamente). Quindi una generica storia a due tempi è scritta come:
{\displaystyle Y(\alpha )=P_{1}(\alpha )\odot P_{2}(\alpha )}
e ha il significato di "al tempo {\displaystyle t_{1}} il sistema ha la proprietà {\displaystyle P_{1}(\alpha )} e al tempo {\displaystyle t_{2}} ha la proprietà {\displaystyle P_{2}(\alpha )}". Per esempio, supponiamo al tempo {\displaystyle t_{2}} di selezionare la decomposizione dell'identità fatta nell'esempio precedente a un tempo mentre per il tempo {\displaystyle t_{1}} scegliamo la decomposizione a due operatori:
{\displaystyle P_{a}=|\psi _{a}\rangle \langle \psi _{a}|\quad ;\quad {\tilde {P_{a}}}={\hat {I}}-P_{a}}
Dove {\displaystyle |\psi _{a}\rangle }è un dato (arbitrario) stato. Il proiettore {\displaystyle P_{a}} rappresenta pertanto la proprietà `il sistema è nello stato {\displaystyle |\psi _{a}\rangle }', mentre {\displaystyle {\tilde {P_{a}}}} rappresenta la proprietà `il sistema NON è nello stato {\displaystyle |\psi _{a}\rangle }'. Con queste decomposizioni abbiamo {\displaystyle 2\times 3=6} storie quantistiche, che scriviamo per esteso:
{\displaystyle {\begin{aligned}Y(1)&=P_{a}\odot P_{1}\\Y(2)&={\tilde {P_{a}}}\odot P_{1}\\Y(3)&=P_{a}\odot P_{2}\\Y(4)&={\tilde {P_{a}}}\odot P_{2}\\Y(5)&=P_{a}\odot P_{3}\\Y(6)&={\tilde {P_{a}}}\odot P_{3}\\\end{aligned}}}
La storia 1 pertanto ha il significato `il sistema è nello stato {\displaystyle |\psi _{a}\rangle } al tempo {\displaystyle t_{1}}e nello stato {\displaystyle |E_{1}\rangle } (cioè, equivalentemente, ha energia {\displaystyle E_{1}}) al tempo {\displaystyle t_{2}}, e similmente per le altre storie. Questo insieme di 6 storie costituisce il nostro quadro di riferimento. Proseguiamo ora con altre definizioni. Indichiamo con {\displaystyle U(t',t)}l'operatore di evoluzione temporale del sistema dal tempo {\displaystyle t_{1}} al tempo {\displaystyle t_{2}}. Se l'Hamiltoniano H non dipende dal tempo il formalismo standard ci dice che questo operatore è dato da {\displaystyle U(t_{2},t_{1})=e^{-i(t_{2}-t_{1})H/\hbar }}. Definiamo quindi gli operatori di peso (inglese: weight operator), che associano ad ogni storia quantistica un operatore nello spazio di Hilbert del sistema, che nel nostro esempio sono (la definizione generale è data nel seguito dell'articolo):{\displaystyle {\begin{aligned}K(Y(1))&=P_{a}\ U(t_{2},t_{1})\ P_{1}\\K(Y(2))&={\tilde {P_{a}}}\ U(t_{2},t_{1})\ P_{1}\\K(Y(3))&=P_{a}\ U(t_{2},t_{1})\ P_{2}\\K(Y(4))&={\tilde {P_{a}}}\ U(t_{2},t_{1})\ P_{2}\\K(Y(5))&=P_{a}\ U(t_{2},t_{1})\ P_{3}\\K(Y(6))&={\tilde {P_{a}}}\ U(t_{2},t_{1})\ P_{3}\end{aligned}}}Introduciamo quindi un prodotto interno tra gli operatori di peso tramite l'operazione di traccia:{\displaystyle \langle K(\alpha ),K(\beta )\rangle =\mathrm {Tr} [\,K(\alpha )^{\dagger }K(\beta )\,]}
(da completare)

## Critiche e commenti
Questo testo è ancora da scrivere.

## Riferimenti nella letteratura
L'interpretazione delle storie consistenti è menzionata in un passaggio del best seller del 1999 "Le particelle elementari" dello scrittore francese Michel Houellebecq, in cui `la memoria di una vita umana' è paragonata (fantasiosamente) a `una delle storie consistenti di Griffiths':